# Never Gonna Let You Go
Never Gonna Let You Go är en sång skriven av Cynthia Weil (text) och Barry Mann (musik). Den fick störst uppmärksamhet då den ut på Sérgio Mendes självbetitlade album från 1983. Mendes producerade även låten, som sjungs av Joe Pizzulo och Leeza Miller.
Weil och Mann skickade ursprungligen låten till det amerikanska funkbandet Earth, Wind & Fire, men de bestämde sig för att inte spela in låten. Dionne Warwick spelade in låten på albumet Friends in Love från 1982. Även Stevie Woods spelade in låten på albumet The Woman in My Life från 1982.
Mendes, som 1983 förberedde sig för att ge ut sitt självbetitlade album, behövde en ballad som omväxling till upptempolåtarna på albumet. Mendes version blev en hit, som nådde plats 4 på Billboard Hot 100. Den tillbringade även fyra veckor på förstaplatsen på Billboard Adult Contemporary-listan och nådde topp 28 på Billboard R&B-listan.
Skivproducenten Rick Beato dekonstruerade låten i en video från juni 2021 på sin YouTube-kanal och sammanfattade hans 20-minutersanalys genom att förklara den som "den mest komplicerade hitlåten genom tiderna". Detta tack vare de komplexa ackordgångarna och flertalet tonartsbyten.